# Belencita
Belencita, monotipski biljni rod u porodici kaparovki. Jedina vrsta je  B. nemorosa, drvo iz tropske Južne Amerike (sjeverna Venezuela i Kolumbija).
Kew rod Belencita tretira kao sinonim za Morisonia..  Rod je opisan u Berliner Allgemeine Gartenzeitung 25(4): 25. 1857.

## Sinonimi
- Belencita hagenii H.Karst.; Berliner Allg. Gartenzeitung 1857: 24 (1857)
- Capparis nemorosa Jacq.; Enum. Syst. Pl. 24 (1760)
- Morisonia hagenii (H.Karst.) Christenh. & Byng; The Global Flora, Special edition, part 1(4): 141 (2018)
- Morisonia nemorosa (Jacq.) Christenh. & Byng; The Global Flora, Special edition, part 1(4): 141 (2018)
- Stuebelia nemorosa (Jacq.) Dugand; Tropical Woods, No. 43, 15 (1935)
- Stuebelia nitida Pax; Bot. Jahrb. 9: 89 (1888)